# Batavia (Iowa)
Batavia è un comune degli Stati Uniti d'America, situato nello Stato dell'Iowa, nella contea di Jefferson.